# Rakyat Merdeka
Rakyat Merdeka est un quotidien indonésien, connue pour ses révélations de scandales et son ton abrasif. 